# Дубовой, Александр Фёдорович
Александр Фёдорович Дубовой (укр. Олександр Федорович Дубовой; род. 11 марта 1976, Килия, Одесская область) — украинский политический деятель. Депутат Верховной рады VI и VII созыва (2007—2014). Являлся членом партий «Всеукраинское объединение христиан» и «Батькивщина».

## Биография
Родился 11 марта 1976 года в городе Килия Одесской области в семье рабочих. Детство провёл в соседнем селе Шевченково Килийского района.

### Образование
В 1991 году, после окончания 8-го класса, поступил в Белгород-Днестровское медицинское училище, которое окончил в 1995 году по специальности «лечебное дело».
С 1996 по 2002 годы учился в Одесской национальной юридической академии, получил высшее образование, квалификация — юрист.
В 2011 году окончил Одесский национальный политехнический университет, факультет — «Атомная энергетика», получил квалификацию — бакалавр, а в 2012 году — специалиста в области атомной энергетики.
Также в 2011 году окончил учёбу в Институте последипломного образования при Львовской коммерческой академии по специальности «финансы», получил квалификацию — специалист.

### Карьера
С 1995 по 1997 год — заместитель директора ПФ «Домбудконструкция», г. Измаил.
С 1997 по 2002 год — заместитель директора по общим вопросам Христианского Благотворительного Фонда «Доверие» в г. Измаиле.
С 2002 по 2004 год — заместитель директора по правовым вопросам ООО ПКФ «Полисервис» в г. Одессе.
С 2004 по 2006 год являлся первым заместителем Председателя правления ЗАО «Украинская инвестиционная группа», г. Киев.
С 2006 по 2007 год — Президент ЗАО «Международная инвестиционная группа» в Киеве.
С 23 ноября 2007 по 12 декабря 2012 года — народный депутат Украины VI созыва. Член Комитета Верховной рады по вопросам топливно-энергетического комплекса, ядерной политики и ядерной безопасности. Является автором и соавтором ряда профильных законопроектов.
С 12 декабря 2012 по 27 ноября 2014 год — народный депутат Украины VII созыва. Председатель подкомитета по вопросам законодательства об административных правонарушениях и организации охраны общественного порядка и общественной безопасности Комитета Верховной рады по вопросам законодательного обеспечения правоохранительной деятельности. С открытыми письмами и заявлениями в адрес Президента Украины Виктора Януковича.
В 2014 году в ходе избирательных кампаний по выборам Президента Украины и выборов народных депутатов Украины возглавлял Одесский областной штаб кандидата в Президенты Украины Юлии Тимошенко и партии ВО «Батькивщина».
За поддержку села Шевченково 31 марта 2015 года улицу Советскую по инициативе жителей переименовали в улицу Александра Дубового

## Благотворительная и общественная деятельность
С 2007 года Александр Дубовой руководил международным благотворительным фондом «Фонд добра и любви». Основная цель деятельности фонда — благотворительность в интересах социально незащищённых, малообеспеченных и других лиц на территории Бессарабии.
5 марта 2015 года Дубовой возглавил Всеукраинскую федерацию каратэ.

## Критика и судебные процессы
8 июля 2014 года Александр Дубовой выиграл суд о защите чести и достоинства у экс-губернатора Одесской области Владимира Немировского.
17 июня 2015 года Александр Дубовой выиграл суд о защите чести и достоинства у депутата Юрия Луценко.
В мае 2018 года Днепровский районный суд Киева удовлетворил иск Александра Дубового о защите достоинства, чести и деловой репутации к общественнику Михаилу Ковальчуку, который обвинял его в поджоге автомобиля. Суд признал слова Ковальчука клеветой, обязав его опровергнуть распространенную ним информацию, а также компенсировать издержки, связанные с уплатой судебного сбора.

## Награды и звания
- Почётный гражданин города Килия (26 июня 2015)[19]
- Почётный знак города Килия «За заслуги перед городом» (26 июня 2015)[20]
- Наградное оружие — пистолет «Glock 17» (17 апреля 2014)[21].
- Наградное оружие — пистолет «HK USP» (31 октября 2017)[22][23].
- Победитель конкурса «Бессарабия: Человек Года» в номинации «Меценат Года» (2010, 2013)[24]
- 22 октября 2018 года в ходе праздничных торжеств по случаю 2700-летия Килии удостоен звания «Почетный гражданин Килийского района».[25]
- Почетная грамота Кабинета Министров за весомый личный вклад в развитие предпринимательства, формирование рыночной инфраструктуры и по случаю Дня предпринимателя.
- Благодарность, медаль и Почетная грамота Государственного департамента Украины по исполнению наказаний.[источник не указан 683 дня]
- Благодарность Украинской Ассоциации прокуроров за активную общественную позицию, содействие деятельности Украинской Ассоциации прокуроров, направленной на поддержание авторитета и позитивного имиджа прокуратуры, утверждение верховенства права и укрепление правопорядка.[источник не указан 683 дня]
- Грамота за заслуги перед Поместной Украинской Православной Церковью и орден святого Архистратига Михаила II степени от 11.03.2021.[источник не указан 683 дня]

## Личная жизнь
Жена Светлана (1978). Воспитывают пятеро детей. Сыновья: Марк и Фёдор. Дочери: Александра, Софья и Лидия.
Вероисповедание — баптизм. В 2017 году во время скандала с постройкой баптистского храма в Киеве Дубовой вместе с женой вышли из паствы пастора Владимира Кунца.